# Pioneer-program
A Pioneer-program (magyarul: úttörő) egy amerikai űrszondás program, amelynek keretében vizsgálták a Holdat, a bolygóközi teret, a Napot, az óriásbolygókat és a Vénuszt. A Pioneer-program keretében indították az első olyan űrszondákat, amelyek elhagyták a Naprendszert (Pioneer–10 és Pioneer–11). A Pioneer űrszondákat a NASA Jet Propulsion Laboratory-ban fejlesztették ki.

## A Pioneer-program űrszondái

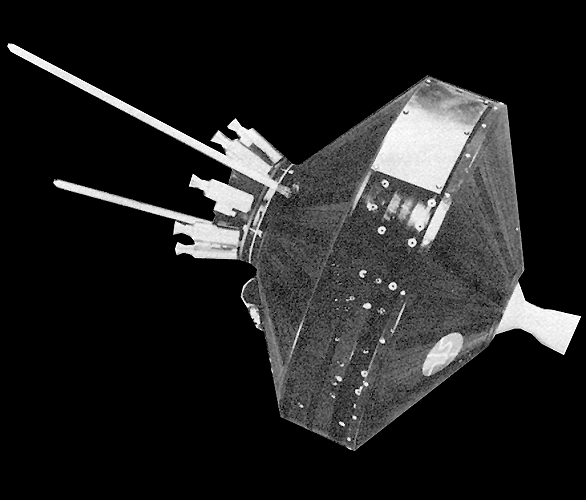
Korai Pioneer holdszondák (Pioneer-0,-1,-2)

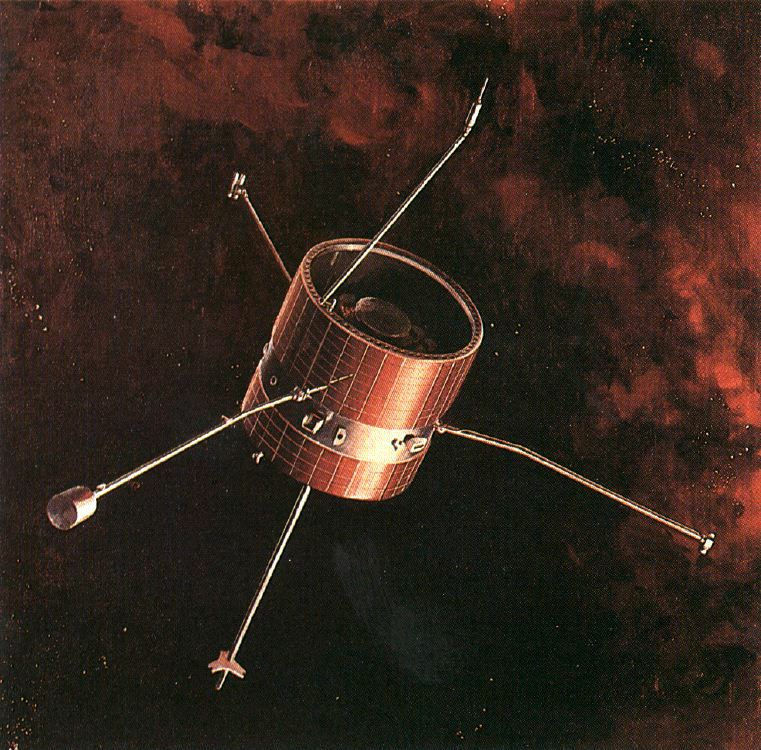
Napkutató Pioneer szondák (Pioneer-6,-7,-8,-9)

(zárójelben az indítás éve)

### Űrszondák Hold körüli pályán
- Pioneer–0 (1958)
- Pioneer–1 (1958)
- Pioneer–2 (1958)
- Pioneer–3 (1958)
- Pioneer–P1 (1959)
- Pioneer–P3 (1959)
- Pioneer–4 (1959)
- Pioneer–P30 (1960)
- Pioneer–P31 (1960)

### Űrszondák Nap körüli pályán
- Pioneer–5 (1960)
- Pioneer–6 (1965)
- Pioneer–7 (1966)
- Pioneer–8 (1967)
- Pioneer–9 (1968)

### Bolygókutató szondák
- Pioneer–10 (1972)
- Pioneer–11 (1973)

### Vénusz-szondák
(Pioneer Venus-program)
- Pioneer Venus Orbiter – Pioneer–12, Pioneer Venus–1 (1978)
- Pioneer Venus Multiprobe – Pioneer–13, Pioneer Venus–2 (1978)

## Külső hivatkozások

### Magyar oldalak
- Pioneer–10, Pioneer–11
- Pioneer Venus Orbiter (Pioneer 12)[halott link]
- Pioneer Venus Multiprobe (Pioneer 13)[halott link]